# 中介行星
中介行星是比水星小，但是比穀神星等矮行星大的一種行星。這是艾萨克·阿西莫夫提出來的術語，假設"尺度"是以線性（或體積）來定義，中介行星的直徑應該在1,000公里至5,000公里之間。 
這個名詞最怎出現在1980年代晚期的洛杉磯時報，由艾西莫夫撰寫的文章這是甚麼名字？，在他1990年的書Frontiers中也轉載了這篇文章；這個名詞後來第一次重新出現在他於科學小說和幻想的雜誌發表的雜文"令人難以置信萎縮星球"中，然後是在錯誤的相對論（1988年）的文集。
艾西莫夫指出，太陽系必然有大量尺度介於"主要行星"和小行星之間的行星體（相對於太陽和天然衛星的天體），其數量是任意的。艾西莫夫隨後又指出，在最小的主要行星水星和最大的小行星穀神星之間，在尺度上毫無疑問的有著很大的空隙。當時所知的行星體只有一顆冥王星其尺度在這個空隙之內。無論將冥王星視為主要行星，或是小行星，都很難有定論。因此，艾西莫夫建議將屬於水星和穀神星之間的行星體稱為中介行星（mesoplanet）。因為 “mesos”在 希臘文是指"中間"。
目前只發現克卜勒37b是中介行星。